# Siège de Boston
Guerre d'indépendance des États-Unis
Batailles
Campagne de Boston :
- Powder Alarm
- Suffolk Resolves
- Lexington et Concord
- Boston
- Thompson's War (en)
- Menotomy (en)
- Fairhaven
- Chelsea Creek
- Machias
- Bunker Hill
- Gloucester
- St. John (en)
- Falmouth
- Charlottetown (en)
- Expédition Knox
- Dorchester Heights

Le siège de Boston (19 avril 1775 – 17 mars 1776) fut la première phase de la partie active de la guerre d'indépendance des États-Unis, lors de laquelle des miliciens de la Nouvelle-Angleterre, qui allaient par la suite intégrer l'Armée continentale américaine, encerclèrent la ville de Boston, afin d'interdire tous mouvements aux troupes britanniques qui s'y trouvaient. Après onze mois de siège, les colons américains, obéissant aux ordres de George Washington, forcèrent les Britanniques à se retirer par la mer. En tant que siège, il ne fut que partiellement efficace, mais il joua un rôle important dans la création d'une véritable armée et permit d'asseoir l'unité des colonies. Il permit également d'esquisser les attitudes et le caractère des acteurs des deux camps. Le plus important engagement du siège fut la bataille de Bunker Hill.
Le siège débuta le 19 avril, après les batailles de Lexington et Concord, lors desquelles la milice constituée de membres provenant de nombreuses communautés du Massachusetts, encerclèrent la ville alors péninsulaire de Boston et en bloquèrent l'accès, limitant ainsi le ravitaillement britannique à des opérations navales. Le Congrès continental choisit de reconnaître la milice et forma l'Armée continentale, et ce fut George Washington qui fut élu à l'unanimité comme commandant en chef.
En juin 1775, les Britanniques sortirent vainqueurs de la bataille de Bunker Hill mais ils subirent de lourdes pertes et n'eurent pas suffisamment de moyens pour briser le siège, et jusqu'à la fin, peu d'actions furent entreprises, à l'exception de raids occasionnels, d'escarmouches mineures et de tirs de snipers. Pendant la durée du siège, les deux côtés durent faire face à des difficultés d'approvisionnement en ressources et de personnel et durent s'engager dans diverses opérations navales dans la lutte pour obtenir des ressources.
En novembre 1775, Washington envoya Henry Knox, un libraire de 25 ans reconverti en soldat, pour amener à Boston l'artillerie lourde qui avait été capturée lors de la prise du Fort Ticonderoga. En janvier 1776, lors d'une opération technique, complexe et difficile, Knox amena de nombreux canons dans la région de Boston. En mars 1776, ces pièces d'artillerie furent utilisées pour fortifier Dorchester Heights, une série de petites collines dominant la ville et le port de Boston, menaçant ainsi la bouée de sauvetage permettant le ravitaillement de la marine britannique. Après avoir réalisé qu'il ne pouvait plus tenir la ville, le commandant britannique William Howe, choisit de la faire évacuer. Il retira les forces britanniques et se mit en route pour Halifax, en Nouvelle-Écosse. On célèbre aujourd'hui localement aux États-Unis cette journée appelée « Jour de l'Évacuation » (Evacuation Day).

## Contexte
Avant 1775, les Britanniques avaient imposé aux colonies américaines des taxes et des droits d'importation auxquels les colons étaient opposés car ils n'étaient pas représentés au parlement du Royaume-Uni. En réponse à la Boston Tea Party et à d'autres actes de protestation, 4 000 soldats britanniques obéissant aux ordres du général Thomas Gage furent envoyés pour occuper la ville de Boston et pour pacifier la province de la baie du Massachusetts.
Parmi les actions autorisées par le Parlement dans une série de lois appelées « actes intolérables », Gage, décida de dissoudre le gouvernement provincial local (sous l'autorité de John Hancock et Samuel Adams), qui devint alors le Congrès de la province du Massachusetts et qui continua à se réunir. Ce congrès appela à l'organisation de milices locales et coordonna l'accumulation d'armes et d'autres fournitures militaires. En vertu de l'acte du port de Boston, Gage ferma le port de Boston, ce qui provoqua beaucoup de chômage et de mécontentement.

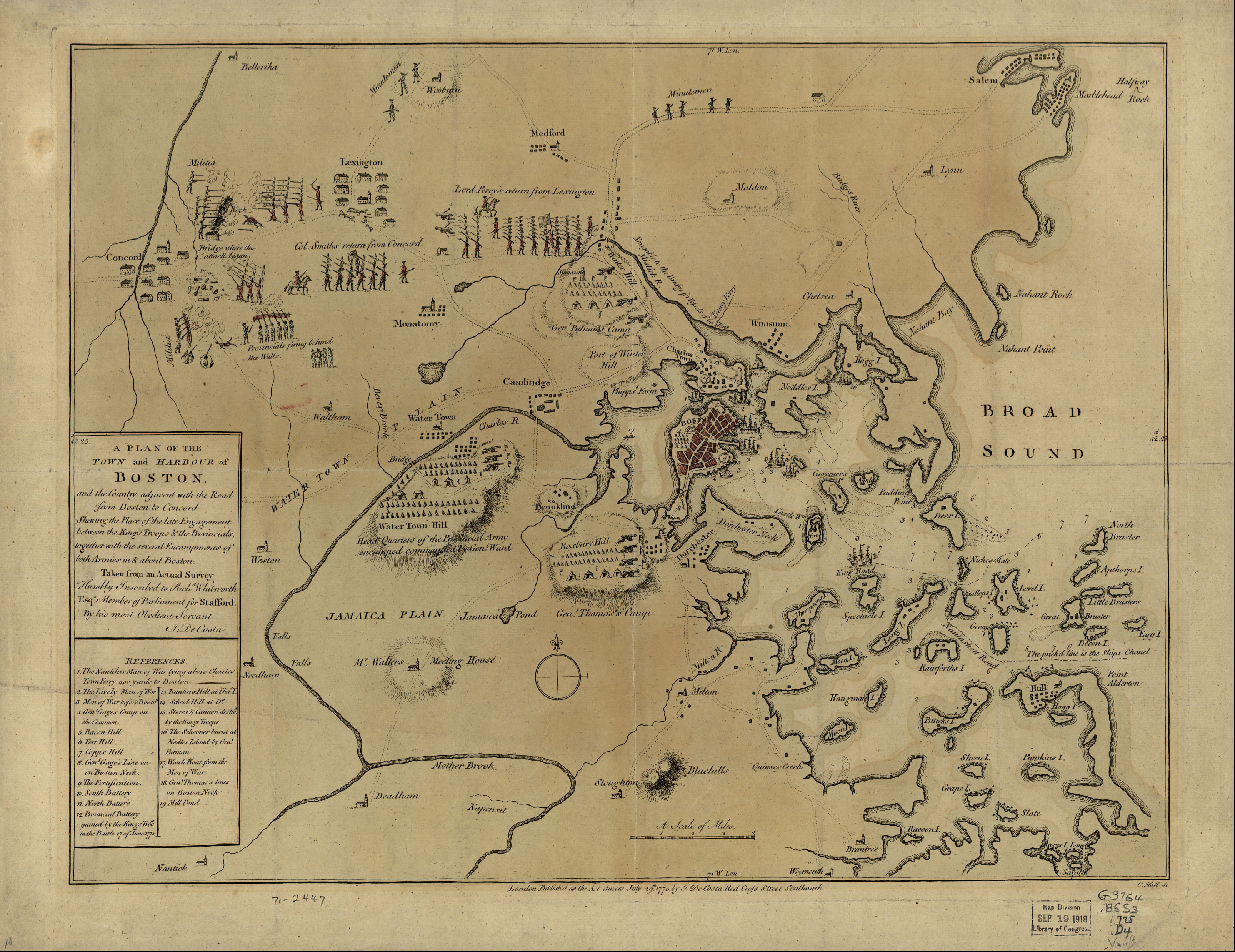
Les plans de la bataille de Lexington et du siège de Boston.

Lorsque les forces britanniques furent envoyées le 19 avril 1775 pour s'emparer des fournitures militaires de la ville de Concord, elles durent faire face à l'opposition de compagnies de miliciens appartenant aux villes environnantes lors des batailles de Lexington et de Concord.
À Concord, certaines troupes des forces britanniques furent mises en déroute lors d'une confrontation sur le pont d'Old North Bridge. Par la suite, alors qu'elles rentraient à Boston, les troupes britanniques s'engagèrent dans une bataille durant laquelle elles subirent de lourdes pertes. En réaction à cette alerte, toutes les colonies de la Nouvelle-Angleterre (et plus tard les colonies plus au sud) formèrent des milices qu'elles envoyèrent à Boston.

## Siège

### Retranchement

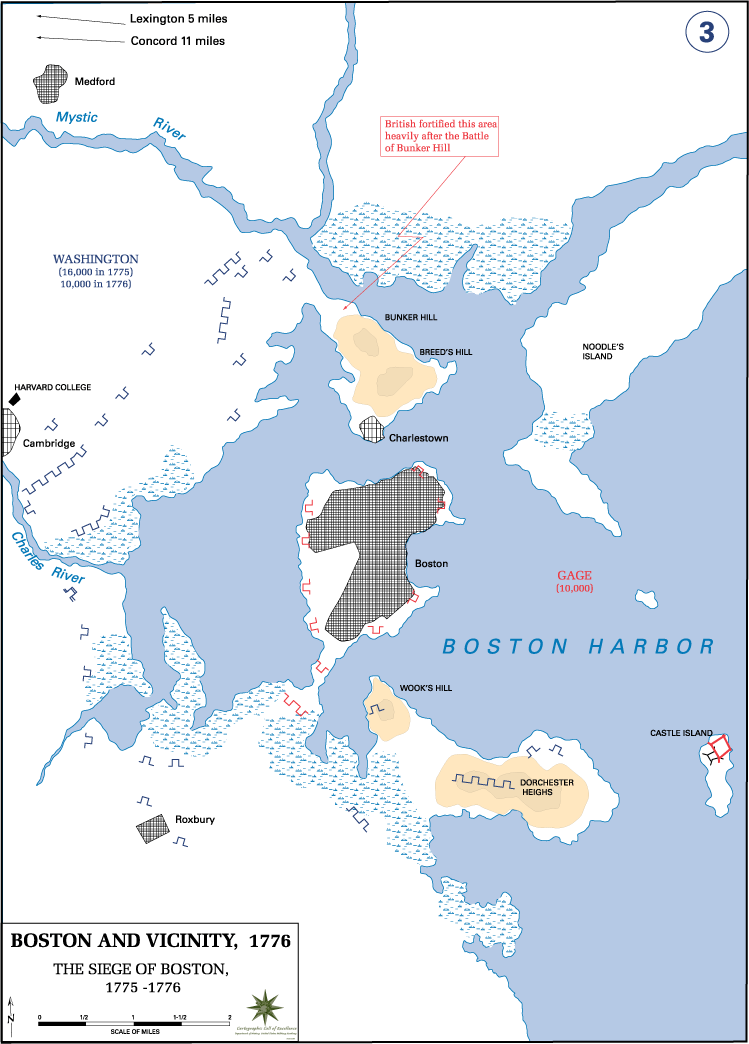
La carte du siège.

Immédiatement après les batailles du 19 avril, la milice du Massachusetts, sous le commandement de William Heath, qui fut remplacé tardivement le 20 par le général Artemas Ward, forma un siège constituant une ligne allant de Chelsea, une ville située autour des péninsules de Boston et de Charlestown, à Roxbury, entourant ainsi de manière efficace trois côtés de la ville de Boston. Les miliciens bloquèrent notamment l'isthme de Charlestown (la seule voie terrestre permettant de se rendre à Charlestown), et l'isthme de Boston (la seule voie terrestre donnant accès à la ville de Boston qui était alors une péninsule), ne laissant que le port et l'accès à la mer sous le contrôle des forces britanniques.
Dans les jours qui suivirent, les effectifs composant les forces coloniales devinrent plus importants, alors que les milices du New Hampshire, de Rhode Island et du Connecticut arrivaient sur les lieux. Le général Gage mentionna par écrit sa surprise devant le nombre de rebelles entourant la ville : « Les rebelles ne sont pas la populace méprisable supposée par bon nombre de personnes... dans toutes les guerres qu'ils ont livré contre les français, ils n'ont jamais montré une conduite, une attention et une persévérance aussi remarquable que celle qu'ils montrent aujourd'hui. »
Le général Gage s'attacha à fortifier les positions facilement défendables. À Roxbury, dans le sud, il donna l'ordre de créer des lignes de défense sur lesquelles furent installées 10 canons de vingt-quatre livres. À Boston même, quatre collines furent rapidement fortifiées. Elles constituaient le principal point de défense de la ville. Au fil du temps, chacune de ces collines fut renforcée. Gage décida également de renoncer à Charlestown, déplaçant les forces assiégées (qui s'étaient retirées de la ville de Concord) à Boston. La ville de Charlestown elle-même était entièrement vide, et les hauteurs de la ville (Bunker Hill et Breed's Hill) furent laissées sans défense, tout comme le furent les Dorchester Heights (en), cette série de petites collines qui offraient une vue imprenable sur le port et la ville.
En premier lieu, les Britanniques réduisirent énormément les mouvements à l'intérieur et à l'extérieur de la ville, craignant l'infiltration d'armes. Assiégés et assaillants parvinrent finalement à un accord informel permettant de circuler sur l'isthme de Boston, à condition de n'y transporter aucune arme à feu. Les personnes résidant à Boston rendirent près de 2 000 fusils, et la plupart des résidents Patriots quittèrent la ville. De nombreux Loyalistes vivant à l'extérieur de la ville abandonnèrent leurs foyers pour s'enfuir à l'intérieur. La plupart d'entre eux estimaient qu'ils n'étaient pas en sécurité à l'extérieur de la ville car les Patriots avaient maintenant le contrôle de la campagne. Après être arrivés à Boston, certains de ces hommes rejoignirent les régiments loyalistes attachés à l'armée britannique.
Puisque le port ne subissait aucun blocus de la part des assaillants, la ville resta ouverte et permit à la Royal Navy obéissant aux ordres du vice-amiral Samuel Graves de faire rentrer des approvisionnements en provenance de la Nouvelle-Écosse ou d'ailleurs. Les forces coloniales ne pouvaient quasiment rien faire pour arrêter ces livraisons en raison de la suprématie navale de la flotte britannique et de l'absence totale de vaisseaux rebelles armés. Néanmoins, la ville et les forces britanniques bénéficiaient de rations limitées, et les prix augmentèrent rapidement. En outre, les forces américaines avaient généralement des renseignements sur ce qui se passait dans la ville, mais le général Gage, lui, n'avait aucune information sur les activités des rebelles.

### Premières escarmouches
Le 3 mai, le congrès de la province du Massachusetts autorisa Benedict Arnold à lever des troupes pour prendre le fort Ticonderoga qui était proche de l'extrémité sud du lac Champlain dans la province de New York, et qui avait la réputation de posséder des armes lourdes, mais dont la défense était jugée faible.
Le 9, Arnold arriva dans la ville de Carleston (aujourd'hui appelée Vermont, mais qui était alors un territoire disputé entre New York et le New Hampshire) où il rejoignit Ethan Allen et une compagnie de milice du Connecticut, qui avaient tous décidé sans concertation de prendre Ticonderoga.

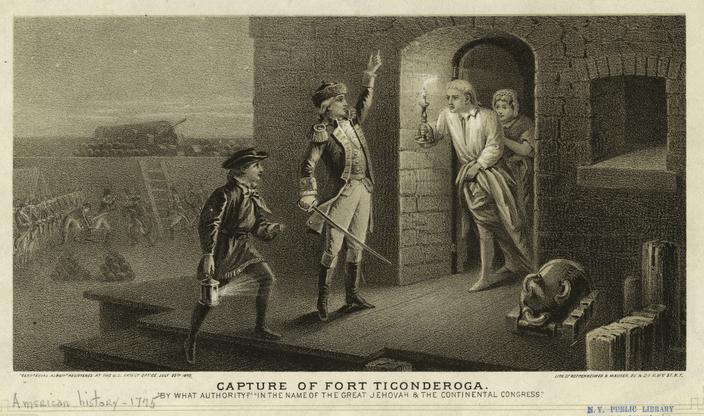
Gravure de 1875 sur la prise du fort Ticonderoga.

Cette compagnie, sous la direction conjointe d'Arnold et d'Allen, captura le fort Ticonderoga et le fort Crown Point. Elle captura également le seul grand navire militaire sur le lac Champlain lors d'un raid pour prendre le Fort Saint-Jean. Elle récupéra plus de 180 canons, ainsi que d'autres armes et fournitures que l'Armée continentale naissante trouverait utile lorsqu'elle resserrerait son emprise sur Boston.
À Boston, il n'y avait pas d'approvisionnement régulier en viande fraîche et de nombreux chevaux avaient besoin de foin. Le 21 mai, Gage ordonna à un groupe de se rendre sur l'île de Grape Island (en), située dans la rade de Boston, et de ramener du foin à Boston. Lorsque les continentaux s'en aperçurent, ils s'alarmèrent et firent appel à la milice. Quand le groupe de britanniques arriva, il fut accueilli par les tirs de la milice. Cette dernière mit le feu à une grange sur l'île, détruisant 80 tonnes de foin, et empêcha les Britanniques d'en prendre plus de 3 tonnes.
Les forces continentales, pour répondre en partie à l'incident de Grape Island, œuvrèrent pour enlever des îles du port tout le bétail et tout l'approvisionnement utiles aux Britanniques. Le 27 mai, lors de la bataille de Chelsea Creek, les Royal Marines tentèrent d'arrêter la suppression du bétail de certaines îles. Les américains résistèrent, et, au cours de cette action, la goélette britannique HMS Diana (en) s'échoua et fut détruite, mais seulement après que les continentaux eurent récupéré son armement. Dans une tentative pour aider à réprimer la rébellion, Gage publia une proclamation le 12 juin offrant le pardon à tous ceux qui déposeraient les armes, à l'exception de John Hancock et Samuel Adams. Au lieu de réprimer la rébellion, cela provoqua la colère parmi les Patriots et davantage de personnes commencèrent à prendre les armes.

### Breed's Hill

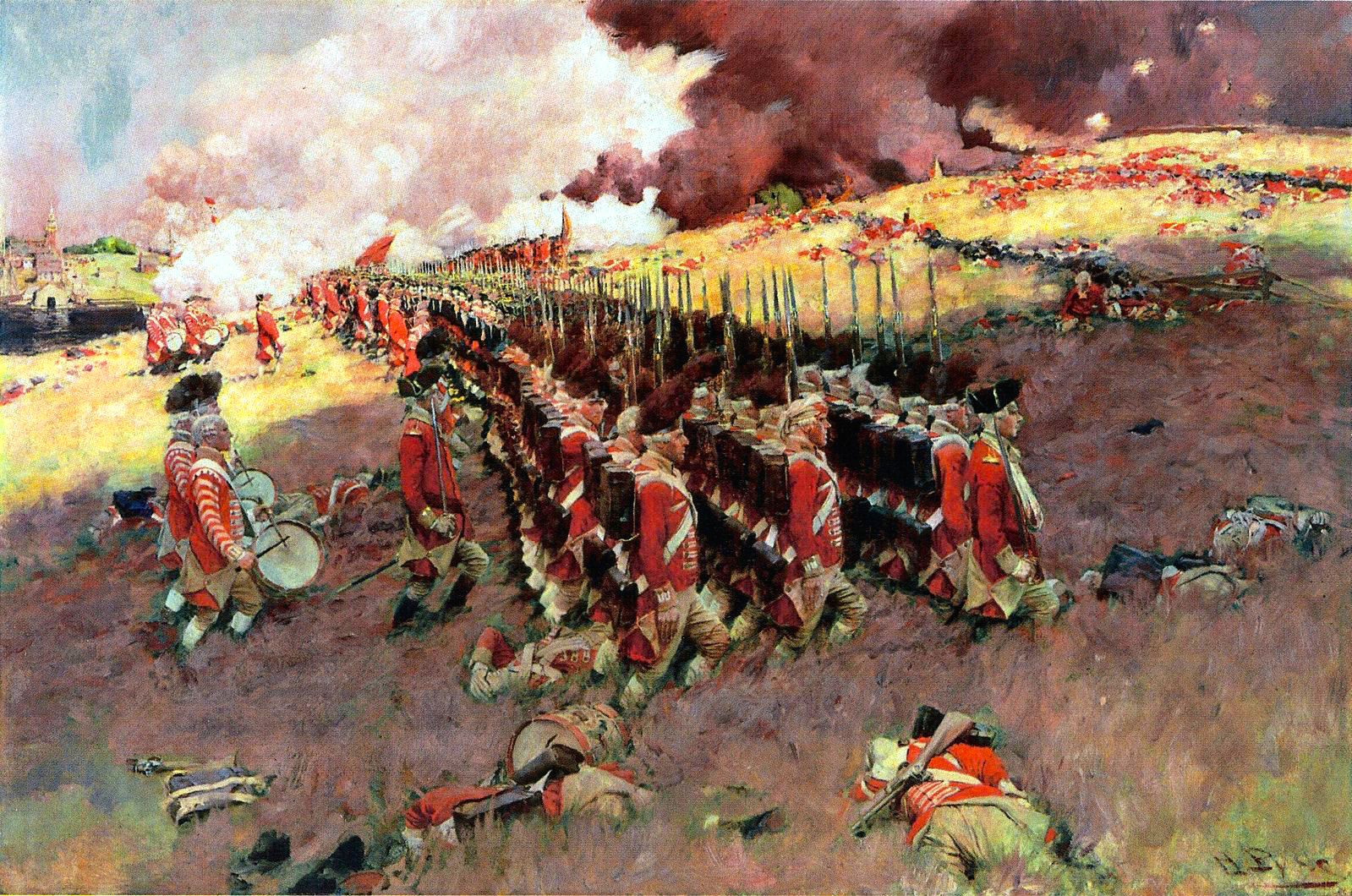
La bataille de Bunker Hill.

Au cours du mois de mai, les Britanniques reçurent des renforts et obtinrent finalement une force d'environ 6 000 hommes. Le 25 mai, trois généraux arrivèrent à bord du HMS Cerberus (en): William Howe, John Burgoyne et Henri Clinton. Gage commença à dresser un plan pour sortir de la ville.
Ce plan, élaboré par le commandement britannique, prévoyait de fortifier à la fois Bunker Hill et Dorchester Heights. Ils fixèrent la date pour prendre les collines de Dorchester Heights au 18 juin. Le 15 juin, le comité de sécurité des colons apprit l'existence des plans britanniques. Il réagit en donnant l'ordre au général Ward de fortifier Bunker Hill ainsi que les hauteurs de Charlestown ; il ordonna au colonel William Prescott de mener cette action. La nuit du 16 juin, Prescott emmena 1 200 hommes sur l'isthme de Charlestown, et ils construisirent des fortifications sur Bunker Hill et Breed's Hill.
Le 17 juin, lors de la bataille de Bunker Hill, les forces britanniques, obéissant aux ordres du général Howe, prirent la péninsule de Charlestown. Les Britanniques réussirent leur objectif tactique de prendre les hauteurs de la péninsule de Charlestown, mais elles durent faire face à des pertes importantes. Avec quelque 1 000 hommes tués ou blessés, dont 92 officiers tués, les pertes britanniques furent si lourdes qu'il n'y eut plus d'autres attaques directes contre les forces américaines. Les Américains, alors qu'ils perdaient la bataille, affrontèrent à nouveau les troupes britanniques avec un certain succès, lorsqu'ils réussirent au cours de l'engagement à repousser deux attaques sur la colline de Breed's Hill. À partir de ce moment-là, le siège s'enlisa et devint essentiellement une guerre de position.

### Enlisement
Le 3 juillet, George Washington prit la tête de la nouvelle Armée continentale. Il établit son quartier général dans une maison située à Cambridge, qui plus tard allait être connue comme la maison de Henry Wadsworth Longfellow. À cette époque, des hommes et des fournitures arrivaient, incluant des compagnies de fusiliers venant d'aussi loin que le Maryland ou la Virginie. Washington entreprit la tâche de transformer les milices de telle manière qu'elles ressemblent plus à une armée, en procédant à la nomination d'officiers supérieurs (où les milices avaient généralement élu leurs chefs), et en introduisant davantage d'organisation et de mesures disciplinaires dans les milices campées. Il exigea des officiers de grades différents le port de vêtements différenciés, afin qu'ils puissent être distingués de leurs subalternes et de leurs supérieurs. Vers la fin juillet, environ 2 000 fusiliers arrivèrent en unités levées en Pennsylvanie, dans le Maryland et en Virginie. La précision de la carabine était jusque-là inconnue dans la Nouvelle-Angleterre, et ces forces furent utilisées pour harceler les forces assiégées.

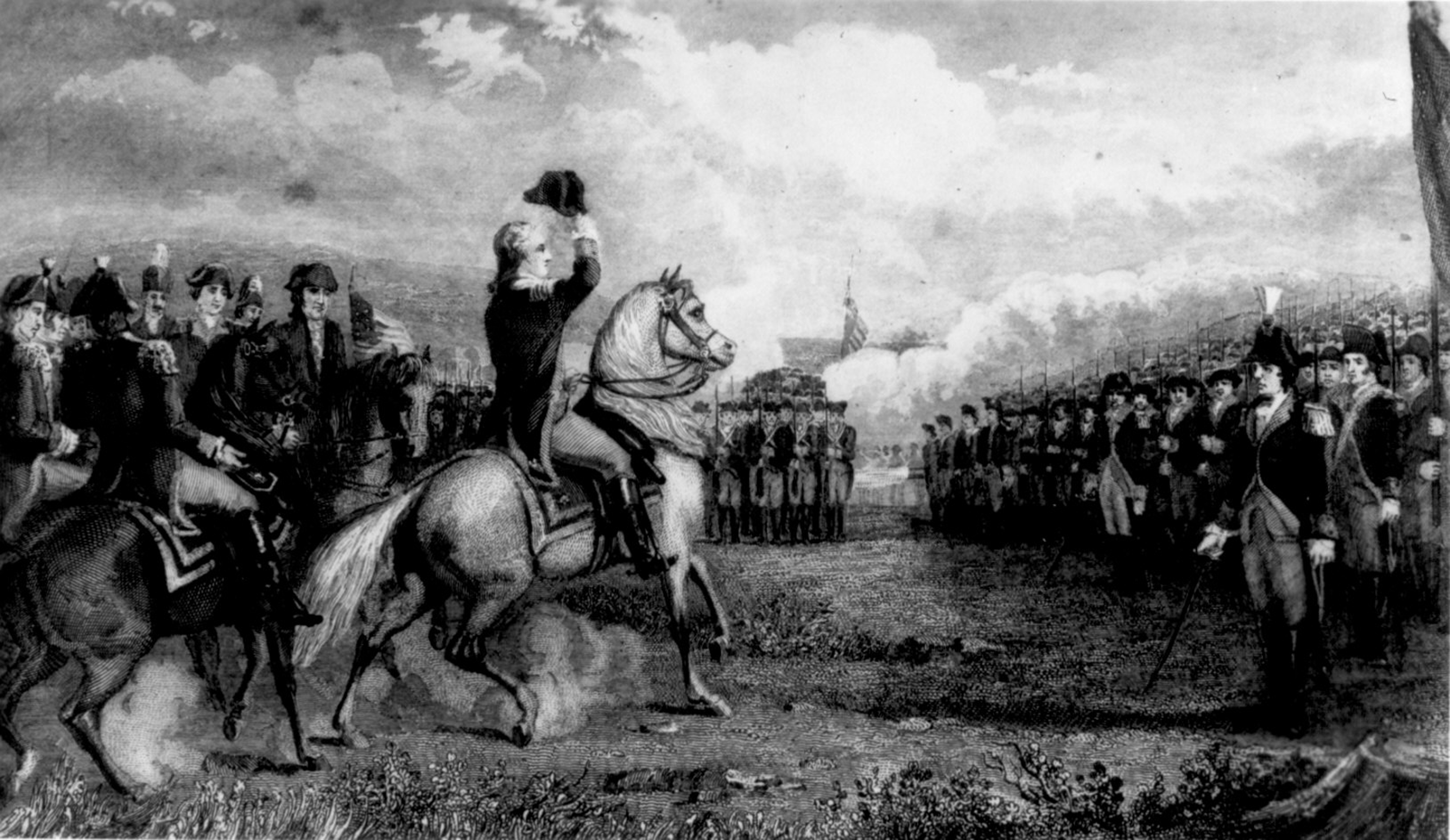
G.Washington prend les commandes de l'armée continentale.

Washington ordonna également d'améliorer les moyens de défense. Des tranchées furent creusées sur l'isthme de Boston, et furent étendues par la suite en direction de Boston. Cependant, ces activités eurent peu d'effets sur l'occupation britannique. Les groupes qui accomplissaient cette tâche furent parfois victimes de tirs, tout comme le furent les sentinelles chargées de surveiller les travaux. Le 30 juillet, en représailles à une attaque américaine, les Britanniques repoussèrent l'avancée d'une garde américaine, et brûlèrent quelques maisons à Roxbury. Quatre jours plus tard, le 2 août, un fusilier américain fut tué, et son corps fut pendu par le cou. En représailles, d'autres fusiliers américains franchirent les lignes et commencèrent à attaquer les troupes britanniques. Leurs coups de feu intensifs se poursuivirent toute la journée, tuant ou blessant de nombreux britanniques mais dans leur camp, une seule victime fut à déplorer. Le 30 août, les Britanniques firent une attaque surprise sur l'isthme de Boston, mirent le feu à une taverne, puis se retirèrent pour rejoindre leurs troupes défensives.
La même nuit, 300 Américains attaquèrent l'île appelée « Lighthouse Island » et brûlèrent le phare, tuant plusieurs soldats britanniques, capturant 23 d'entre eux, mais un seul américain perdit la vie lors de cette opération. Au cours d'une autre nuit du mois d'août, Washington envoya 1 200 hommes creuser des retranchements sur une colline proche de l'isthme de Charlestown. Malgré un bombardement britannique, les américains parvinrent à creuser les tranchées.
Début septembre, Washington commença à élaborer des plans prévoyant deux mouvements : le premier consistait à faire partir 1 000 hommes de Boston avec pour mission d'envahir le Québec, et le deuxième à lancer une attaque sur Boston. Après avoir reçu des renseignements provenant de déserteurs britanniques et d'espions américains sur le fait que les Britanniques n'avaient pas l'intention de lancer une attaque de Boston tant que les troupes n'étaient point renforcées, Washington estima qu'il pouvait se permettre d'envoyer davantage de troupes au Québec. Le 11 septembre, environ 1 100 hommes partirent pour le Québec sous le commandement de Benedict Arnold. Washington convoqua un conseil de guerre, et plaida pour un assaut amphibie sur Boston, prévoyant de faire traverser Back Bay à des troupes à bord de bateaux à fonds plats pouvant contenir 50 hommes chacun. Washington pensa qu'il serait extrêmement difficile de garder les hommes groupés à l'approche de l'hiver. Lors d'un conseil de guerre, ce plan fut rejeté à l'unanimité, et la décision fut de ne pas attaquer « pour le moment du moins ».
Début septembre, Washington autorisa l'appropriation et l'équipement des navires de pêche locaux pour collecter des renseignements et interdire l'approvisionnement des Britanniques. Ce fut un acte précurseur de la création de la Continental Navy qui vit le jour à la suite de l'incendie de Falmouth (aujourd'hui Portland, Maine). À ce moment-là, les assemblées provinciales du Connecticut et de Rhode Island avaient également commencé à armer les navires et avaient autorisé les corsaires.

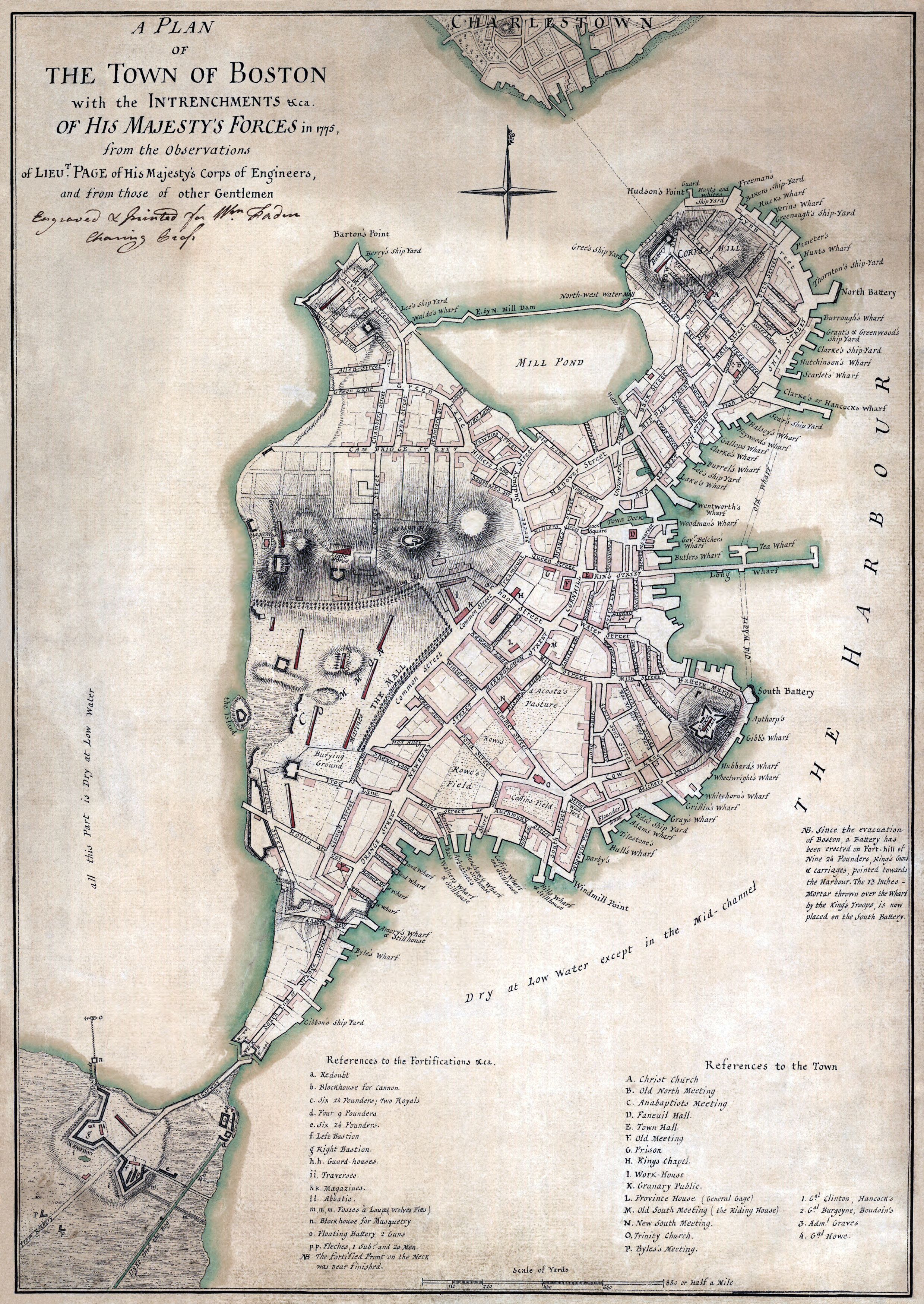
Les fortifications de Boston en 1775.

Début novembre, 400 soldats britanniques se rendirent à Lechmere's Point (en) lors d'un raid pour acquérir du bétail. Ils s'enfuirent avec 10 têtes, mais deux de leurs hommes perdirent la vie dans le combat les opposant aux troupes coloniales qui avaient été envoyées pour défendre cet endroit. Le 29 novembre, le capitaine colonial John Manley (en), qui commandait alors la goélette Lee, captura l'un des navires les plus importants pendant cet état de siège, le brigantin britannique Nancy, juste à l'extérieur du port de Boston. Il transportait à bord une grande quantité de munitions et de matériel militaire destinés aux troupes britanniques qui se trouvaient à Boston.
Alors que l'hiver approchait, les deux côtés furent confrontés à leurs propres problèmes. Les Américains étaient tellement à court de poudre que les soldats furent munis de lances pour faire face à d'éventuelles attaques britanniques. De nombreuses troupes américaines restèrent impayées et l'enrôlement de nouveaux soldats allait se terminer à la fin de l'année. Du côté britannique, le commandant Howe, qui avait remplacé Gage en octobre, rencontra divers problèmes. Le bois se faisait si rare qu'ils commencèrent à abattre les arbres et à démolir les bâtiments en bois, Old North Meeting House y compris. En plus de cela, il était devenu de plus en plus difficile d'approvisionner la ville en raison des tempêtes hivernales et de l'augmentation des corsaires rebelles. Les troupes britanniques souffraient tellement de la faim que beaucoup de soldats étaient prêts à déserter dès qu'ils le pouvaient. Pire encore, le scorbut et la variole avaient soudain fait leur apparition dans la ville.
Washington proposa à nouveau d'attaquer Boston en octobre, mais ses officiers estimèrent qu'il était préférable d'attendre que le port soit gelé. En février, lorsque l'eau entre Roxbury et Boston Common fut gelée, Washington décida qu'en dépit de son manque de poudre, il allait tenter un assaut en traversant sur la glace très rapidement; mais ses officiers le déconseillèrent à nouveau. Le désir de Washington de lancer une attaque sur Boston était né du fait qu'il craignait que son armée déserte pendant l'hiver, et de sa connaissance de la facilité avec laquelle Howe pourrait briser les lignes de son armée dans l'état actuel où elle se trouvait. Il n'avait pas encore appris à quel point il pouvait avoir confiance en l'inactivité de Howe ; il abandonna l'idée de cette attaque en traversant la glace avec beaucoup de réticence en échange d'un plan plus prudent, celui de fortifier les collines de Dorchester Heights en utilisant les canons provenant du Fort Ticonderoga.
À la mi-janvier, sur ordres de Londres, le major-général britannique Henry Clinton et une petite flotte partirent en bateau en direction des Caroline avec 1 500 hommes à bord. Leur objectif était d'unir leurs forces aux troupes supplémentaires en provenance d'Europe, et de prendre un port dans les colonies du Sud qui servirait pour d'autres opérations militaires. Début février, un raid britannique traversa la glace et brûla plusieurs fermes à Dorchester.

## Fin du siège

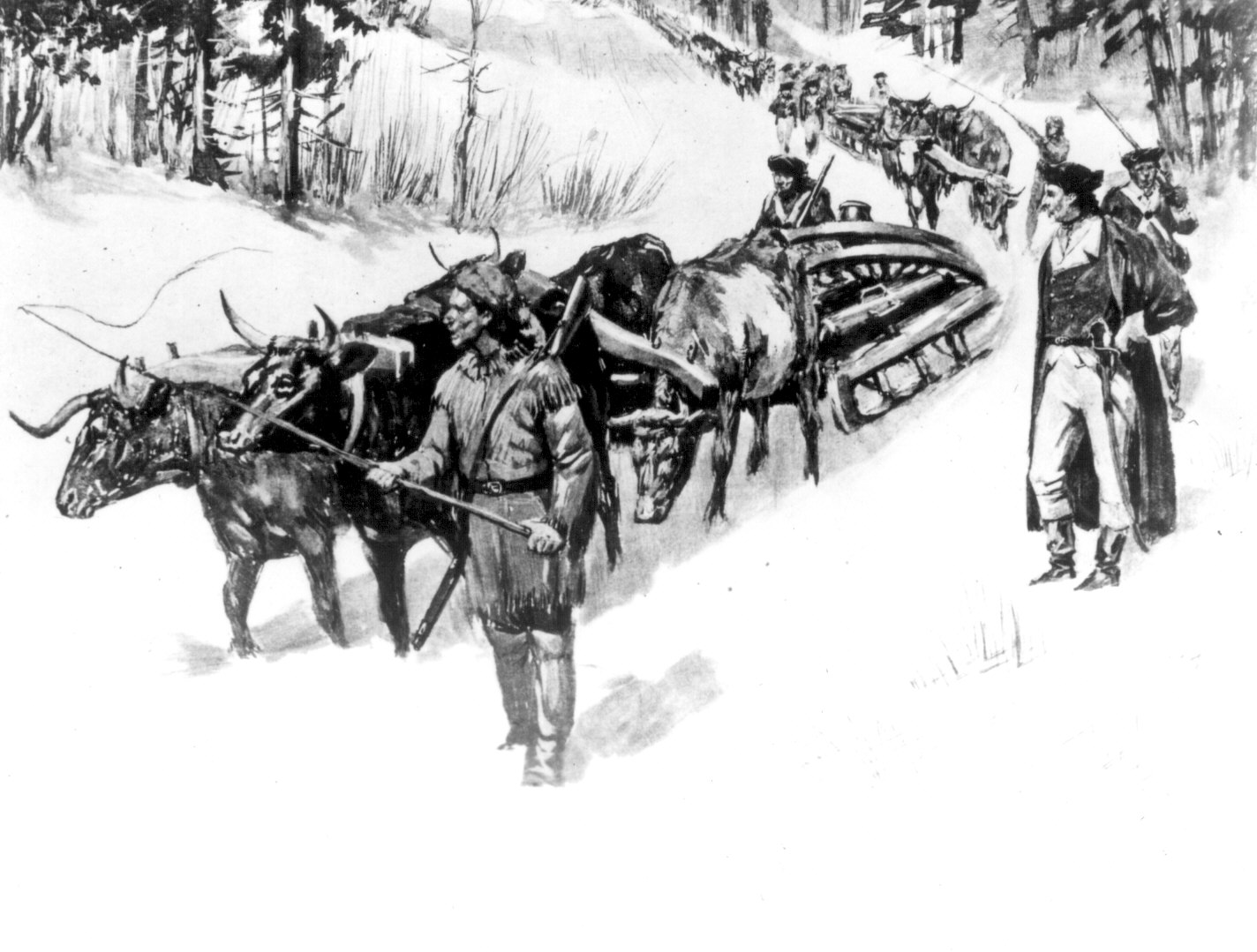
Henry Knox fait amener de l'artillerie pour finir le siège.

Entre novembre 1775 et février 1776, le colonel Henry Knox et une équipe d'ingénieurs utilisèrent des traîneaux pour récupérer 60 tonnes d'artillerie lourde qui avaient été capturées au Fort Ticonderoga. Lors d'une opération techniquement difficile et complexe, ils traversèrent avec leur chargement les deux fleuves gelés, l'Hudson et le Connecticut, puis furent de retour à Cambridge le 24 janvier 1776.

### Fortification de Dorchester Heights
Certains canons provenant de Ticonderoga, qui avaient une taille et une portée auxquelles les Américains ne pouvaient prétendre jusque-là, furent placés dans des fortifications entourant la ville, et la nuit du 2 mars, les Américains se mirent à bombarder la ville avec ces canons, et les Britanniques répondirent à leur tour par leurs propres coups de canon. Les tirs de canons américains, sous la direction du colonel Knox, continuèrent à faire face aux tirs britanniques jusqu'au 4 mars. Cet échange provoqua peu de dégâts des deux côtés, bien qu'en revanche, des habitations furent endommagées et que des soldats britanniques furent tués à Boston. Le 5 mars, Washington déplaça davantage de canons de Ticonderoga et plusieurs milliers d'hommes dans la nuit pour occuper les collines de Dorchester Heights qui surplombaient Boston. Comme c'était l'hiver, le sol était gelé, il était donc impossible de creuser des tranchées. Les hommes de Washington utilisèrent plutôt des billes, des branches et tout ce qui pouvait être utilisé pour fortifier la position pendant la nuit. Le général Howe se serait exclamé, « Mon Dieu, ces gars ont fait plus de travail en une nuit que ce que je pourrais exiger de mon armée en trois mois ». La flotte britannique était à portée des canons américains situés sur les collines de Dorchester Heights, elle était ainsi menacée tout comme l'étaient les troupes dans la ville.
La réponse immédiate des Britanniques fut de faire barrage en tirant des coups de canon pendant deux heures en direction des sommets, ce qui n'eut aucun effet car les canons britanniques ne pouvaient atteindre les canons américains à une telle hauteur. À la suite de l'échec du barrage, Howe et ses officiers convinrent que si leur objectif était de s'emparer de la ville de Boston, il fallait faire partir les colons de ces hauteurs. Ils planifièrent un assaut sur les hauteurs; cependant, en raison d'une tempête, l'attaque n'eut jamais lieu, et les Britanniques choisirent finalement de se retirer.
Le 8 mars, d'éminents Bostoniens envoyèrent une lettre à Washington, affirmant que les Britanniques n'avaient pas l'intention de détruire la ville s'ils obtenait l'autorisation de partir sans encombre. Washington reçut la lettre, mais la rejeta officiellement, car elle ne lui était pas adressée personnellement: aucun nom, aucun titre. Cependant, la lettre produisit l'effet escompté : lorsque l'évacuation débuta, il n'y eut aucun tir américain pour empêcher le départ des britanniques. Le 9 mars, après avoir vu du mouvement sur la colline de Nook's Hill, située sur les hauteurs de Dorchester, les britanniques ouvrirent massivement le feu pour faire barrage, les tirs durèrent toute la nuit. Quatre hommes furent tués par un boulet de canon, mais les dégâts s'arrêtèrent là. Le lendemain, les colons sortirent et ramassèrent les 700 boulets dont ils avaient été la cible.

### Évacuation

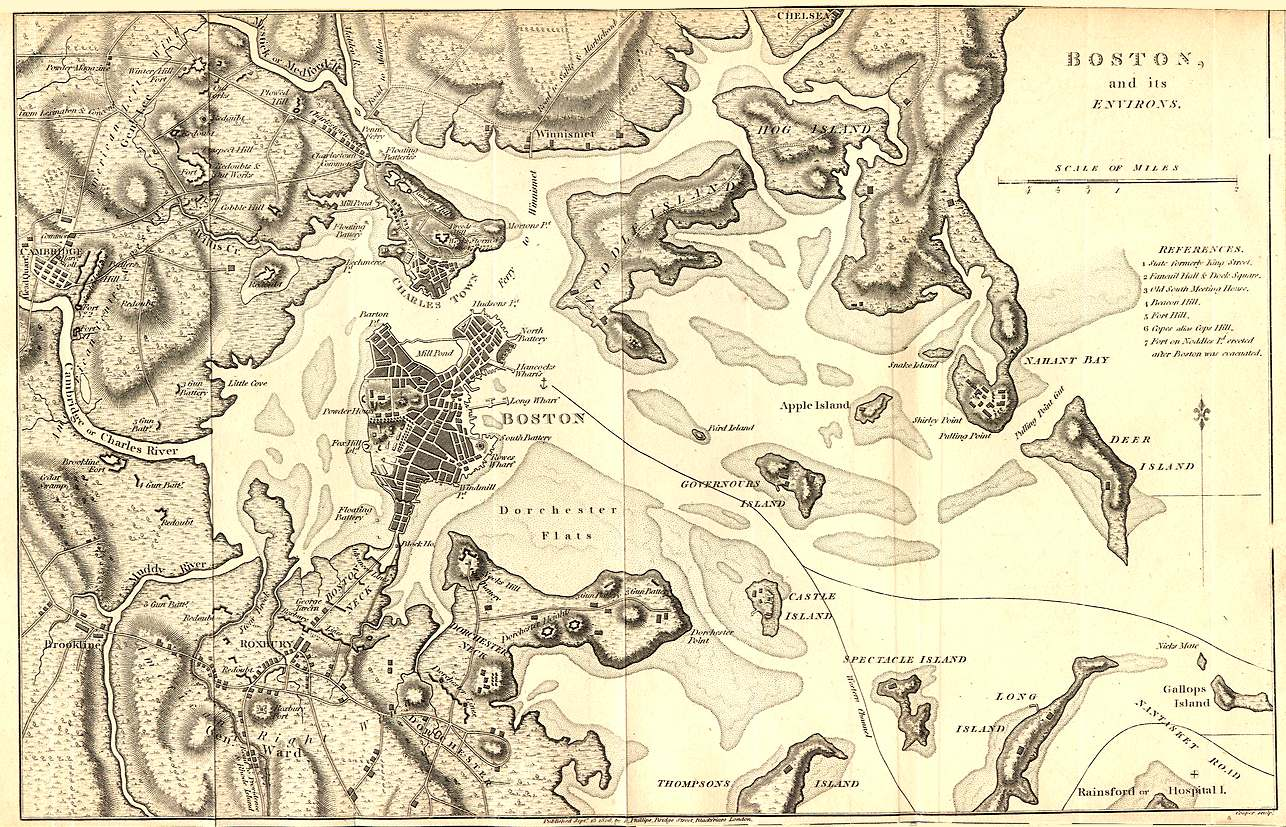
Une carte de l'époque de la région.

Le 10 mars, le général Howe publia une proclamation ordonnant aux habitants d'abandonner tous les draps et les étoffes susceptibles d'être utilisés par les colons pour continuer la guerre. Crean Brush, un loyaliste, obtint l'autorisation de recevoir ces biens, en échange de quoi, il donna des certificats qui se révélèrent inutiles. La semaine suivante, la flotte britannique s'installa dans le port de Boston en attendant des vents favorables, alors que loyalistes et soldats britanniques montaient sur les navires. Pendant ce temps, à l'extérieur du port, les activités navales américaines réussirent à capturer et à détourner plusieurs navires de ravitaillement britanniques vers des ports sous contrôle colonial . Le 15 mars, le vent devint favorable, mais avant même leur départ, il se retourna contre eux. Le 17 mars, le vent devint à nouveau favorable. Les troupes, qui étaient autorisées à brûler la ville si elles rencontraient des problèmes en regagnant leurs vaisseaux, se mirent en route à 4h00 du matin. À 9h00, tous les navires étaient partis. La flotte au départ de Boston était composée de 120 navires, avec plus de 11 000 personnes à bord. Sur les 11 000, 9 906 appartenaient aux troupes britanniques, 667 étaient des femmes et 553 des enfants.

## Conséquences

### Les Américains remettent de l'ordre
Une fois la flotte britannique éloignée, les Américains déplacèrent leurs troupes pour récupérer Boston et Charlestown. Tout d'abord, ils pensèrent que les Britanniques étaient toujours sur Bunker Hill, mais il s'avéra qu'ils avaient laissé des mannequins à leur place. En raison du risque de variole, seuls les hommes ayant déjà été exposés à la maladie, purent dans un premier temps pénétrer dans la ville de Boston, sous le commandement d'Artemas Ward. Davantage de soldats appartenant à l'armée coloniale y entrèrent le 20 mars, après avoir jugé que le risque de maladie était alors faible. Bien que Washington ait en partie adhéré à la menace britannique de brûler Boston et bien qu'il ne les empêchât point de quitter la ville, il ne rendit pas leur fuite de l'avant-port très facile. Il donna l'ordre au capitaine Manley de harceler la flotte britannique, et il obtint un certain succès, capturant des navires dont celui transportant Crean Brush et son butin.
Lorsque sa flotte quitta finalement l'avant-port, le général Howe laissa dans son sillage un petit contingent de navires dont l'objectif principal était d'intercepter tous les navires britanniques qui arrivaient. Alors qu'ils réussissaient à rediriger vers Halifax de nombreux navires transportant des troupes britanniques qui à l'origine devaient se rendre à Boston, certains navires peu méfiants appartenant aux troupes britanniques débarquèrent à Boston, pour finalement tomber dans les mains des Américains.
Le départ des Britanniques mit fin à d'importantes activités militaires dans les colonies de la Nouvelle-Angleterre. Washington, craignant une attaque de la ville de New York par les Britanniques, se mit en route pour Manhattan le 4 avril avec son armée, commençant ainsi une série de batailles connues comme la campagne de New York et du New Jersey. L'Army National Guard contient six unités (les 101st Eng Bn, 125th MP Co, 181st Inf, 182nd Inf, 197th FA, et 201st FA), provenant toutes des unités américaines qui ont participé au siège de Boston. Il y a actuellement trente unités en vigueur dont les origines remontent à l'époque coloniale (en).

### Le sort des généraux britanniques

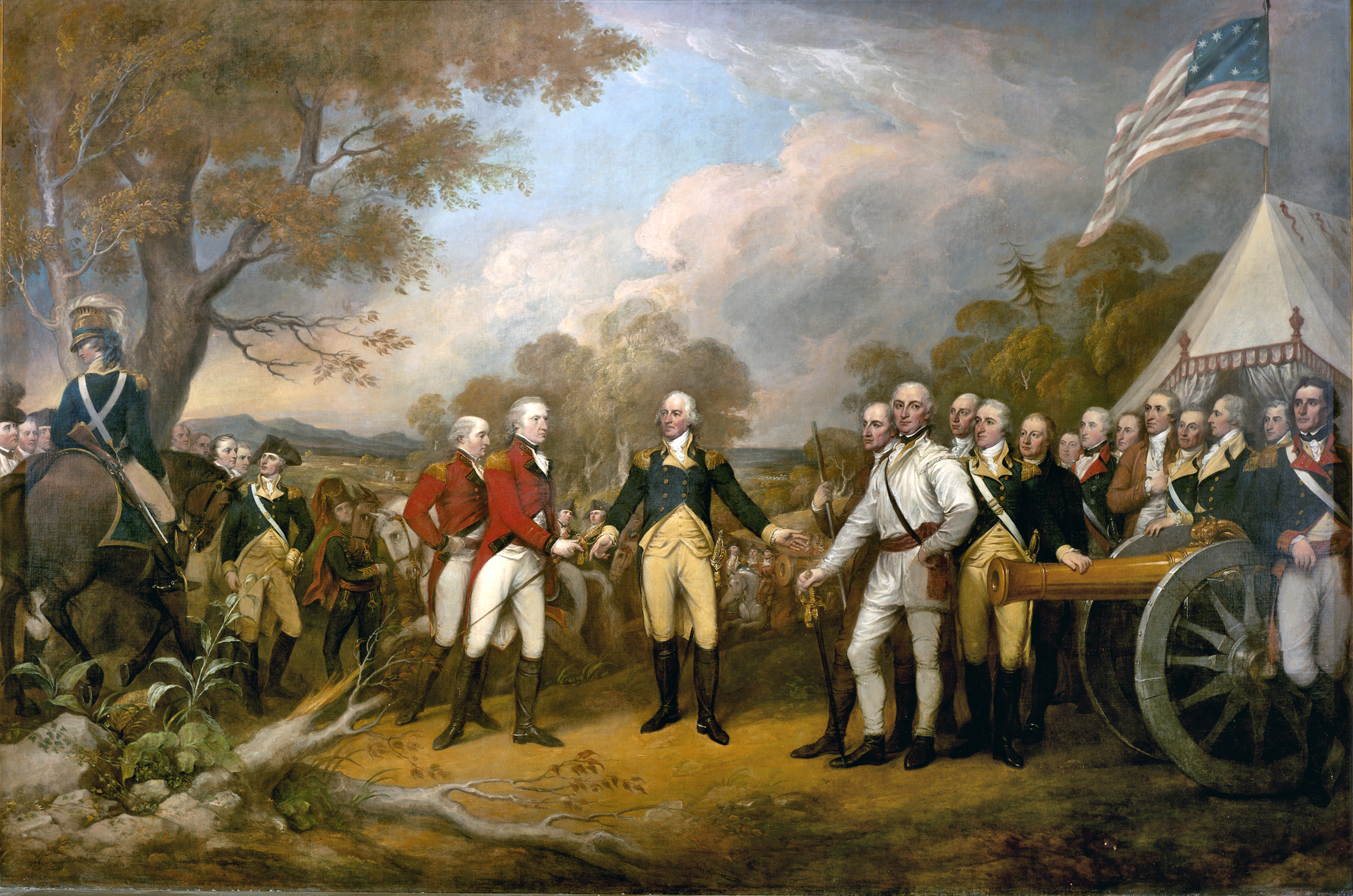
Reddition du général Burgoyne à Saratoga.

Le général Howe fut sévèrement critiqué dans la presse britannique et par le Parlement pour ses échecs lors de la campagne de Boston.
Le général Gage n'eut jamais d'autres troupes à commander.
Le général Burgoyne intervint lors de la campagne de Saratoga, un désastre qui se termina par sa capture, ainsi que celle de 7 500 troupes qui étaient sous ses ordres.
Le général Clinton fut à la tête des forces britanniques en Amérique pendant quatre ans (1778-1782).

### Le sort des loyalistes
De nombreux loyalistes du Massachusetts partirent avec les Britanniques lorsqu'ils évacuèrent Boston. Certains allèrent en Angleterre pour y construire une nouvelle vie, et d'autres retournèrent en Amérique après la guerre. Beaucoup restèrent en Nouvelle-Écosse, s'installant dans des endroits tel que Saint-Jean, et beaucoup prirent une part active au développement futur de la Nouvelle-Écosse et du Nouveau-Brunswick.

### Le sort de Boston
Boston cessa effectivement d'être une cible militaire. Mais la ville continua d'être un point central pour les activités révolutionnaires, avec son port jouant un rôle essentiel pour les navires de guerre et les corsaires. Ses principaux citoyens eurent des rôles importants dans le développement futur des États-Unis. Boston et autres localités de la région marquent la fin du siège du 17 mars comme le jour de l'Évacuation.

## Compléments

### Source
- (en) Cet article est partiellement ou en totalité issu de l’article de Wikipédia en anglais intitulé « Siege of Boston » (voir la liste des auteurs).